# Le Poizat
Le Poizat era una comuna francesa situada en el departamento de Ain, de la región de Auvernia-Ródano-Alpes, que el 1 de enero de 2016 pasó a ser una comuna delegada de la comuna nueva de Le Poizat-Lalleyriat al fusionarse con la comuna de Lalleyriat.

## Demografía
| Gráfica de evolución demográfica de Le Poizat entre 1851 y 2013 |
|                                                                 |

Los datos demográficos contemplados en este gráfico de la comuna de Le Poizat se han cogido de 1800 a 1999 de la página francesa EHESS/Cassini, y los demás datos de la página del INSEE.